# Halo: Combat Evolved
Halo: Combat Evolved, eller blot Halo eller Halo 1, er et spil til Xbox, Windows og Mac OS lavet af firmaet Bungie. Det udkom i til Xbox i 2001 og blev portet til pc og Mac i 2003. Efterfølgeren Halo 2 kom i 2004. Halo 3 blev udgivet den 25 September, 2007.

## Plot
I spillet styrer man super soldaten Master Chief, som skal hjælpe menneskeheden i en krig imod rumvæsner kaldet The Covenants (pagten). Spillet starter om bord på et slagskib, "The Pillar Of Autumn". Da skibet bliver angrebet af Covenant, må Master Chief flygte, men først skal han have en A.I kaldet Cortana med. Cortana er en lille computer med kunstig intelligens og hvis Covenant får fat i hende, får de adgang til kostbar information. Efter at have skudt sig igennem Covenants tropper, kommer Chief om bord i en redningskapsel, sammen med nogle andre menneske-soldater kaldet "marines". Chief og dem lander senere på en mystisk ringformet planet, som Covenant kalder "Halo". På grund af et motor-svigt styrter redningskapslen og kun Chief overlever. Lidt efter møder han en anden gruppe marines, der også nåede væk fra "The pillar of Autumn". Der efter hjælper han med at finde andre grupper af overlevende soldater. Det viser sig at der er mange Covenant tropper på Halo. Cortana finder ud af at "The Pillar of Autumn's" kaptajn "Captain Keyes" er blevet fanget på et Covenant skib, som ligger lige over Halo's overflade. Chief og en gruppe marines bliver fløjet der til for at redde Captain Keyes.
Efter at have kæmpet sig igennem store mængder Covenant tropper, finder de Keyes' celle og får ham ud. Han fortæller at han hørte nogle Covenant vagter tale om at Halo var et våben og at dem der kontrollerede den ville kontrollere universets skæbne. Hvis man skulle kontrollere Halo skulle man dog finde dets kontrolrum. Master Chief får en mission af Captain Keyes: At finde kontrol-rummet før Covenant gør det. Efter endelig at have nået frem til kontrolrummet finder han ud af at man skal bruge en nøgle også kaldet "The Index", for at kontrollere Halo. Cortana bliver efterladt i kontrolrummet, mens Chief bliver fløjet til en bygning, hvor Cortana mener at "The Index" skulle være. Chief finder det ikke, men finder ud af at Covenant har sluppet "The Flood" løs. Flood er en anden race af rumvæsener, som kan suge sig fast til en anden livsform og inficere den. Hvis Flood slap væk fra Halo ville det være en katastrofe. Chief møder en lille flyvende computer kaldet "343 Guilty Spark", der virker ligesom Cortana. Den forklarer at Halo vil udrydde Flood, vis den bliver aktiveret. Guilty Spark hjælper Chief med at finde The Index. Der efter får den ham tilbage til kontrol rummet.
Da Chief skal til at aktivere Halo bliver han stoppet af Cortana, der fortæller ham sandheden om halo. Den dræber ikke flood, men flood's mad. Mennesker, covenant og alle andre livsformer i galaksen ville dø, hvis halo blev aktiveret. På den måde ville flood sulte ihjel. Gulty spark mener at det er den eneste måde at være sikre på at flood bliver udryddet og mener stadig at halo skal aktiveres.